# Пічеполонга
Пічеполо́нга (рос. Пичеполонга, ерз. Пичепульня) — присілок у складі Атюр'євського району Мордовії, Росія. Входить до складу Стрільниковського сільського поселення.
Населення — 293 особи (2010; 377 у 2002).
Національний склад станом на 2002 рік:
- мордва — 96 %

У присілку народилась Бриндіна Віра Іванівна (1979) — мокшанська письменниця.